# Балакірєв Костянтин Миколайович
Костянтин Миколайович Балакірєв (рос. Константин Николаевич Балакирев; нар. 25 травня 1980, Москва) — російський актор театру і кіно.

## Життєпис
Костянтин Балакірєв народився 25 травня 1980 року в Москві. У 2006 році закінчив Театральний інститут імені Бориса Щукіна, курс Юрія Шликова.

## Фільмографія
- 2014 — «Територія» — Кефір
- 2011 — «Каменська-6» — Женя, адміністратор кінофестивалю
- 2011 — «Біла ворона» — Солоха
- 2010 — «Інтерни»
- 2009 — «Дикий» — Сорокін, міліціонер
- 2008 — «Стиляги» — Дринь
- 2007 — «Ліквідація» — Охрятін, єфрейтор
- 2007 — «Вантаж 200» — Коля Горбунов